# Превосходная степень

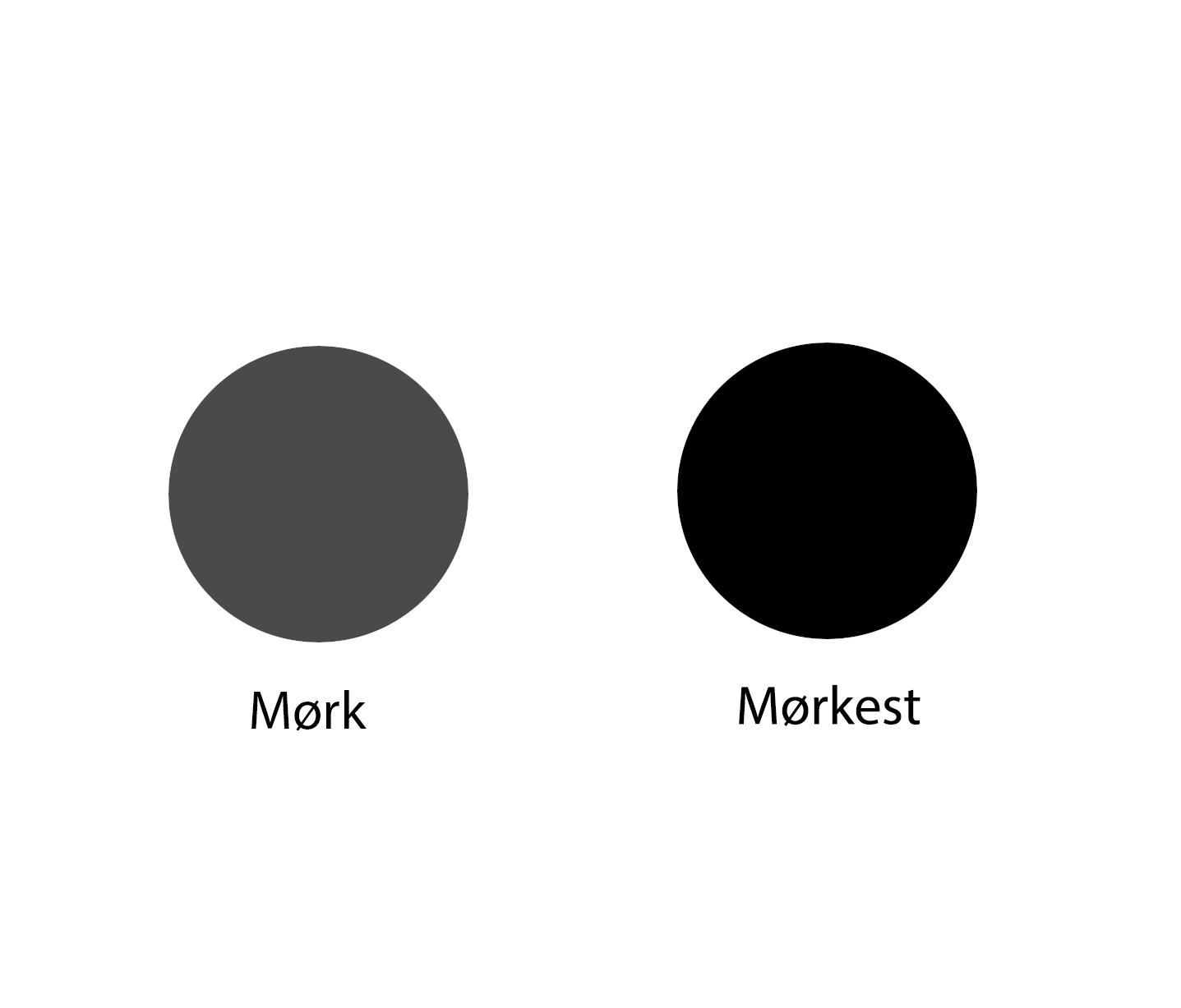
Образование превосходной степени в норвежском языке: mørkest «темнейший» от mørk «тёмный»

Превосхо́дная сте́пень в грамматике (также суперлатив) — высшая степень проявления признака (обычно среди трёх и более человек, вещей или понятий), выраженная качественным прилагательным или образованным от него наречием (красивейший, красивее всего).

## В русском языке
В русском языке превосходная степень может образовываться приставкой наи- (наибольший, наилучший), добавлением суффиксов -айш-, -ейш-, или словосочетанием с добавлением слов самый, наиболее (наиболее западный) к прилагательному или наречию. Должен употребляться только один из этих 3 способов.
Интенсивность проявления признака без относительного сравнения показывает так называемый элатив (прекрасный, очень хороший, красивый-красивый, такой красивый). Архаичные церковно-славянские формы превосходной степени употребляются ещё в почтительном обращении к духовным лицам (Светлейший, Блаженнейший).

## В английском языке
В английском языке большинство слов в превосходной степени может быть сформировано путём добавления суффикса -est к существующему прилагательному. (Для прилагательных, которые заканчиваются на «-y», как «crazy» — «сумасшедший», нужно менять «у» на «i», прежде чем добавить -est на конце).
Некоторые прилагательные имеют нерегулярную форму превосходной степени, которая не соответствует правилам, например, «far» — «farthest» («далеко» — «дальний»).
Другие прилагательные не имеют такой формы суперлатива, и превосходная степень производится путём простого добавления наречия «most» перед прилагательным. Например, не говорят «interestingest». Вместо этого используется the most interesting. Этот способ используется практически для всех прилагательных, оканчивающихся на «-ing», а также для многосложных прилагательных.